# Delphinium oxysepalum
Delphinium oxysepalum là một loài thực vật có hoa trong họ Mao lương. Loài này được Pax & Borbás mô tả khoa học đầu tiên năm 1890.

## Hình ảnh

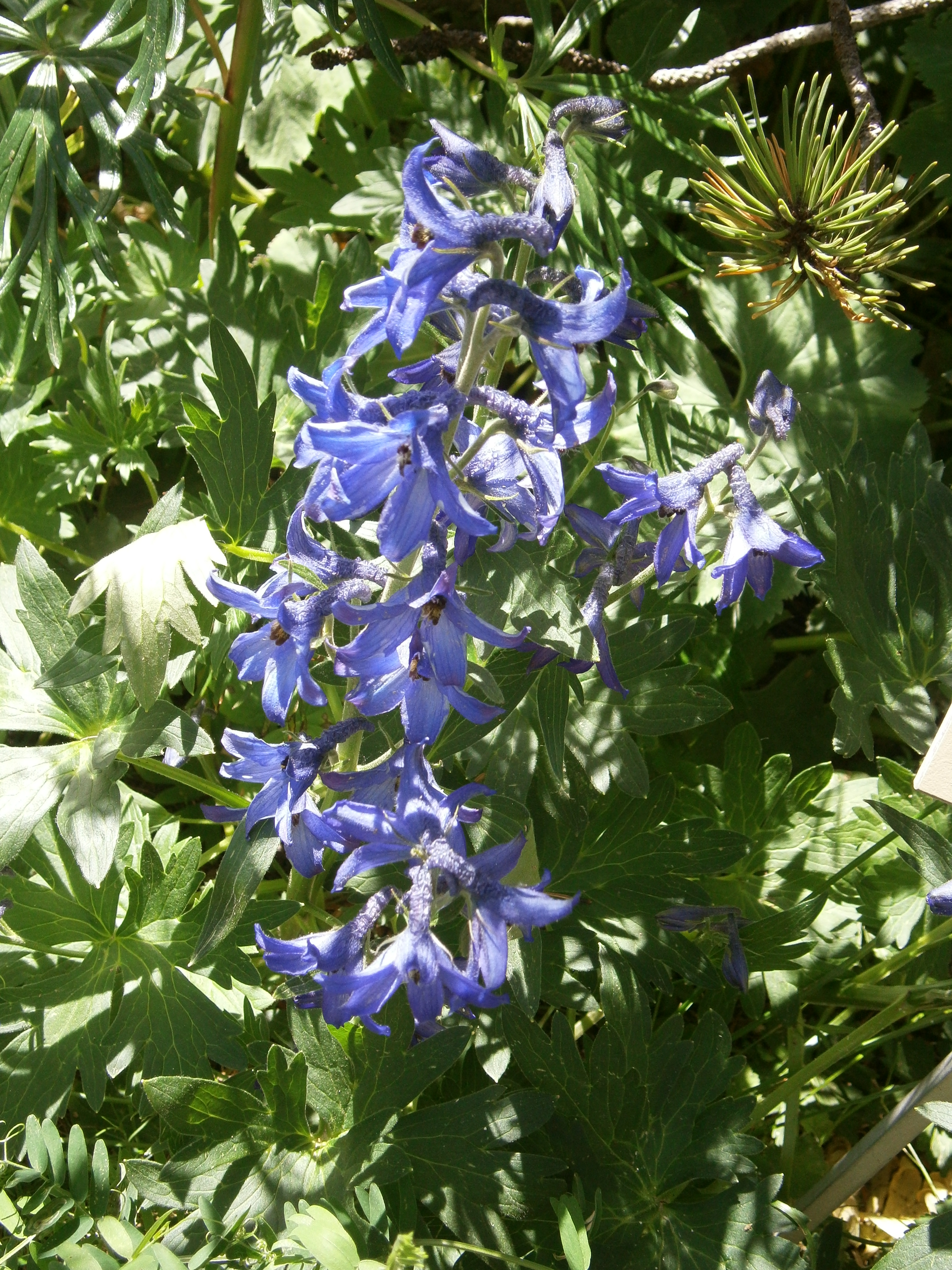
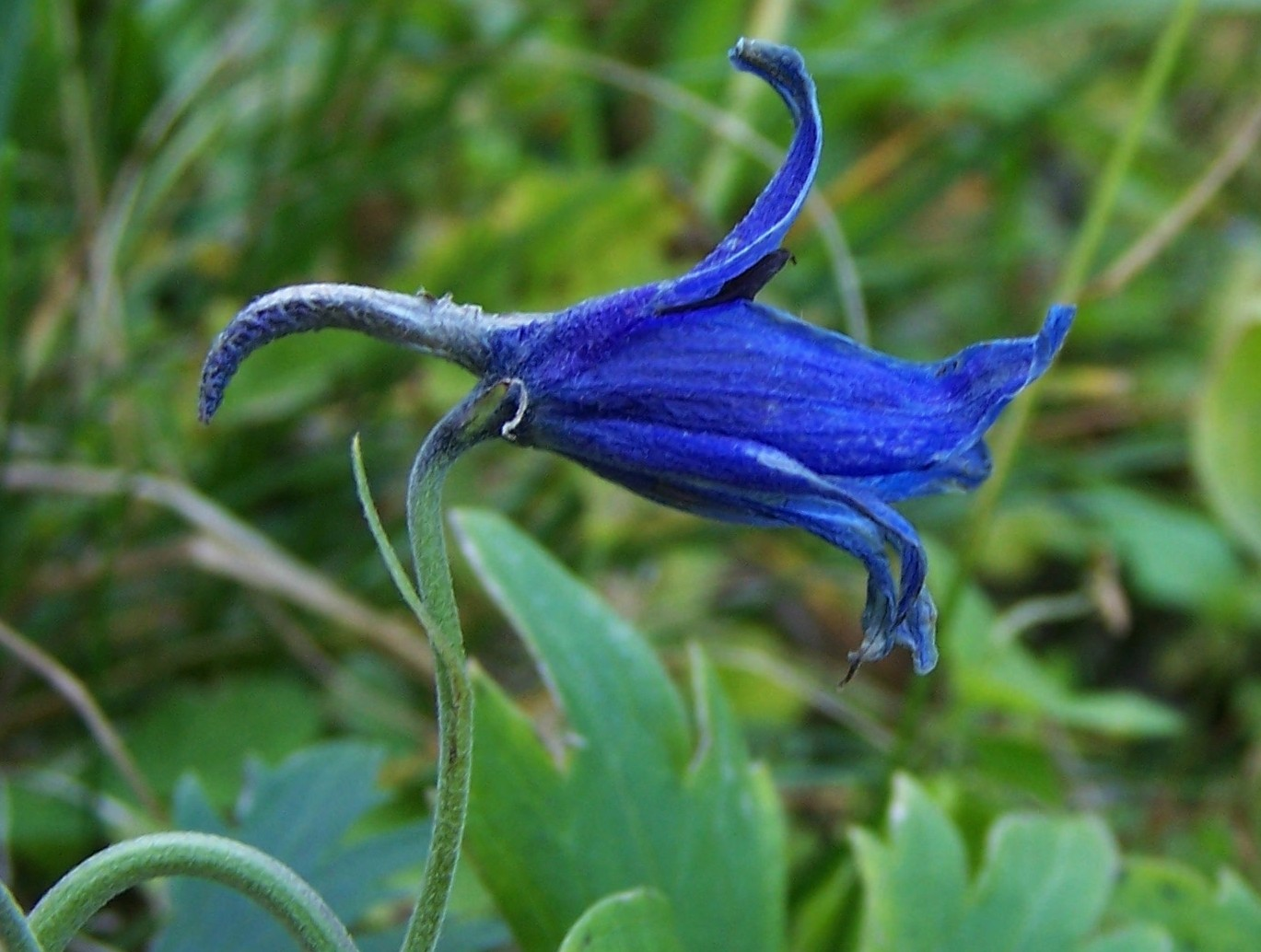
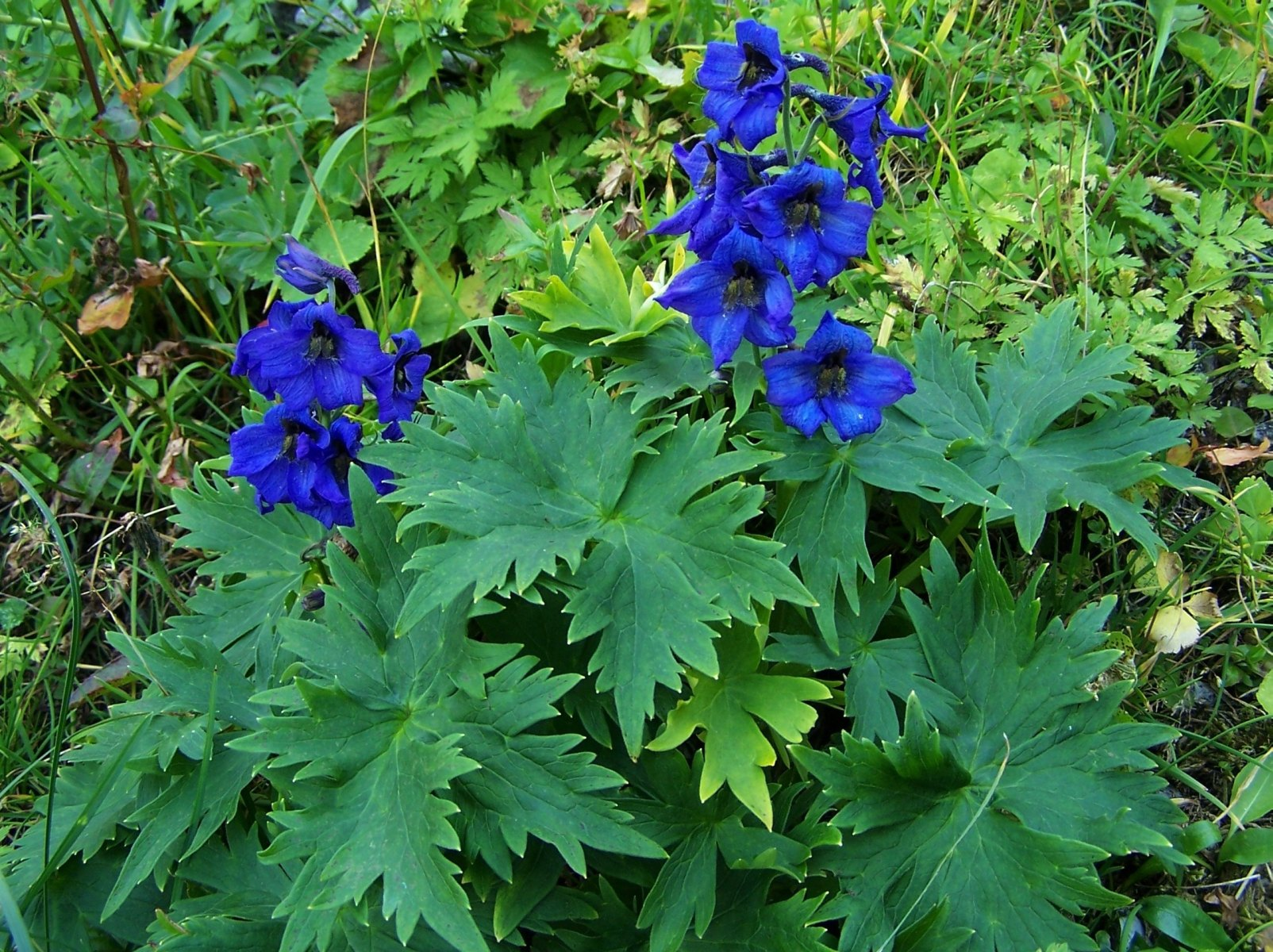
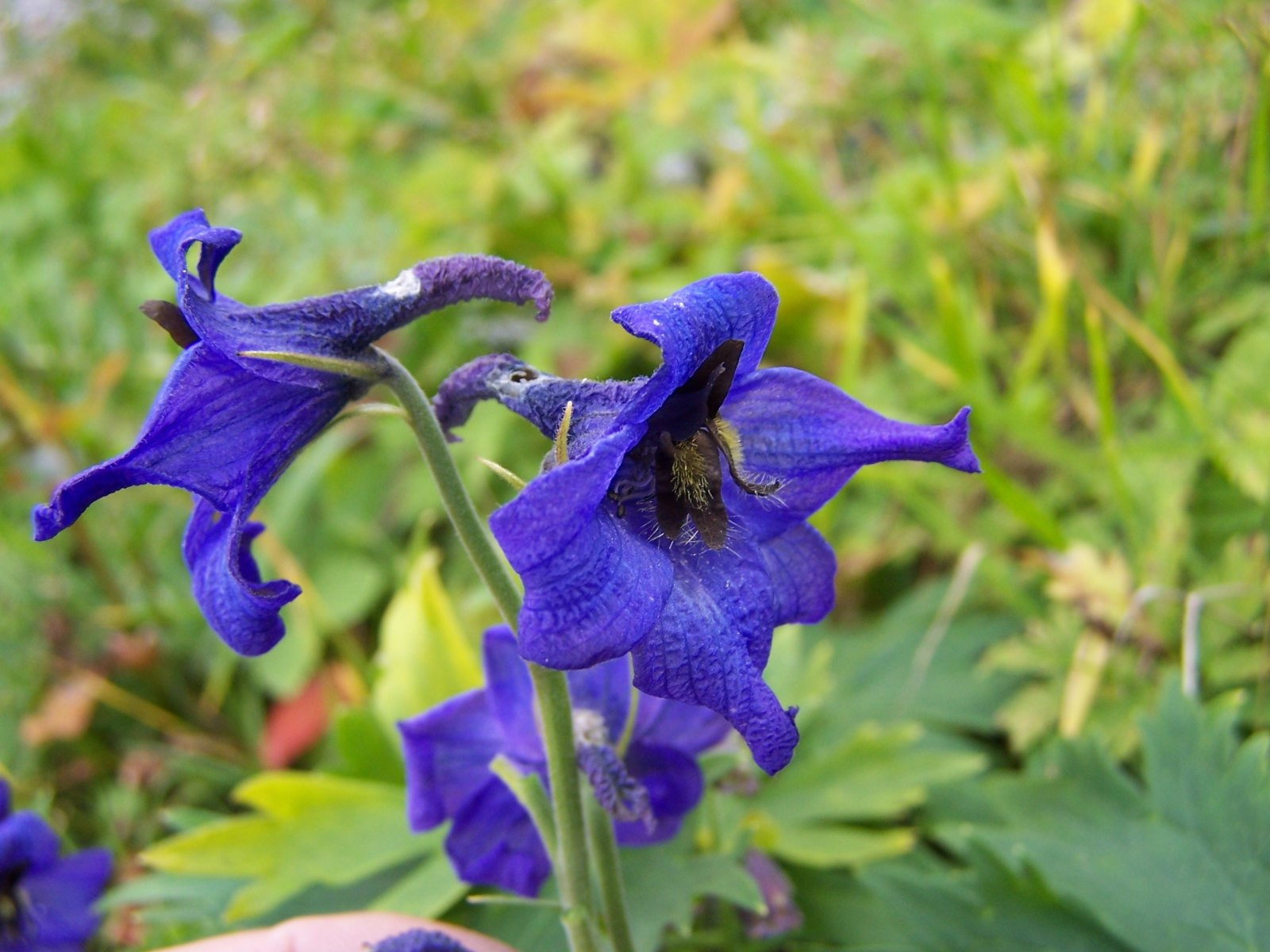